# Karylle
Karylle, pseudonimo di Ana Karylle Padilla Tatlonghari-Yuzon (Manila, 22 marzo 1981), è una cantante, compositrice, attrice e conduttrice televisiva filippina.

## Biografia
Karylle nasce a Manila il 22 marzo 1981, figlia della cantante Zsazsa Padilla e del medico Modesto Tatlonghari. I suoi genitori si separano quando la figlia ha sei anni. Più tardi la madre si lega sentimentalmente a Rodolfo Vera Quizon, meglio noto come Dolphy, il quale si prenderà cura anche di Karylle. Da questa relazione nascerà anche la cantante e sorellastra Zia Quizon.

### Vita privata
Dal 2005 al 2008 ha avuto una relazione con l'attore Dingdong Dantes.
Nel 2014 ha sposato il cantante Yael Yuzon, frontman del gruppo musicale Spongecola.

## Discografia
- 2001 – Time to Shine (Universal Records)
- 2005 – You Make Me Sing (Universal Records)
- 2009 – Time for Letting Go (PolyEast Records)
- 2011 – Roadtrip (PolyEast Records)
- 2013 – K (PolyEast Records)
- 2015 – Different Playground (PolyEast Records)